# Barna tarlósáska
A barna tarlósáska (Omocestus haemorrhoidalis) a sáskafélék családjába tartozó, Eurázsiában honos sáskafaj.

## Megjelenése
A barna tarlósáska testhossza a hím esetében 11-14 mm, a nőstény 15-20 mm. Kis termetű faj. Alapszíne az okkerbarnától a szürkésbarnáig terjed, a hátoldal csak ritkán zöld. A hím potrohvége gyakran élénk pirosas vagy narancssárga. A torpajzs hosszabb mint a fej, oldalélei kb. hosszának első harmadánál erősen befelé törnek és széles fekete sáv keretezi őket. Az oldalélek közötti távolság a torpajzs kiszélesedő végén háromszorosa is lehet annál, ahol egymás felé megtörnek. Az ajaktapogató egyszínű szürke. A szárny mindkét nemnél eléri a hátsó térdet és a mediális mező általában kontrasztos fekete foltokkal tarkított. A tojókampók rövidek, sokkal rövidebbek, mint a szubgenitális lemez. 
Ciripelése halk, csak kb. 5 méterig hallható. Éneke szabálytalan időközönként adott 2-6 másodperc hosszú cirpelés, mely egyre erősödik. A syllabusok gyorsabban követik egymást, mint a többi Omocestus fajnál, így hangja kellemesebb zümmögés.

### Hasonló fajok
Hasonlít hozzá a szőke tarlósáska (de torpajzsa rövidebb), a kis bunkóscsápúsáska (csápjának vége megtört) és a kis rétisáska (a torpajzs élei csak enyhén befelé törtek). 

## Elterjedése
Eurázsiában honos, Spanyolországtól egészen Koreáig. Európában elterjedésének északi határa Dánián, Dél-Svédországon és Lettországon át húzódik; Dél-Európában inkább a hegyek lakója. Magyarországon elterjedt, de nem gyakori faj, sík- és dombvidékeken egyaránt megtalálható. 

## Életmódja
A száraz és meleg, rövid füvű gyepek, legelők lakója, ahol a vegetáció nem takarja teljesen a talajt. Alapvetően füvek és lágyszárú növények leveleivel táplálkozik, de megeszik az elpusztult rovarokat is.  
Kifejlett egyedeivel júniustól októberig találkozhatunk. A nőstény valószínűleg rokonaihoz hasonlóan a nyílt, növényzettel nem borított száraz talajba vagy fűcsomók tövébe rakja petéit. Az áttelelő petékből kikelő a lárvák négyszer (hímek) vagy ötször (nőstények) vedlenek.

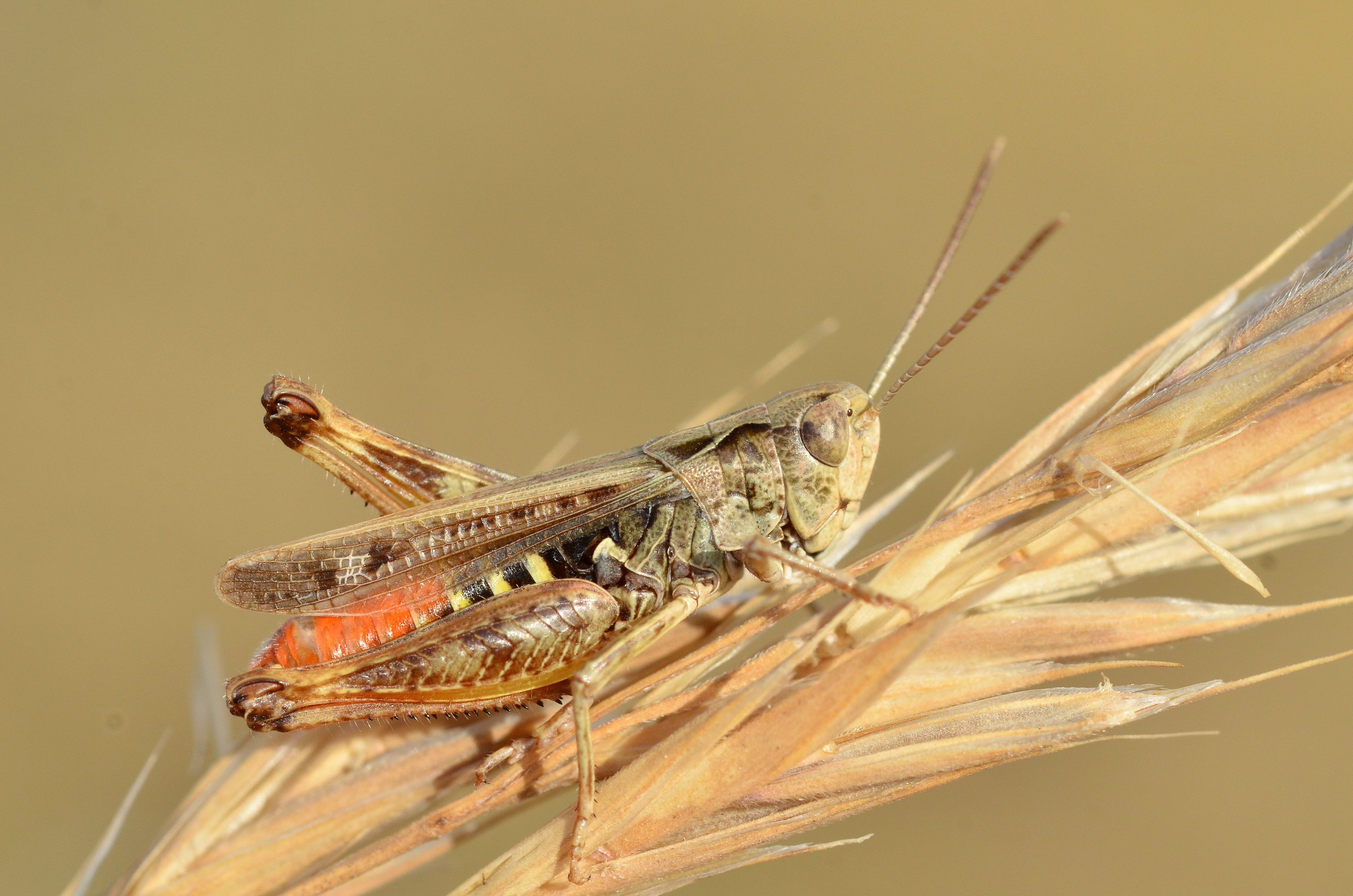
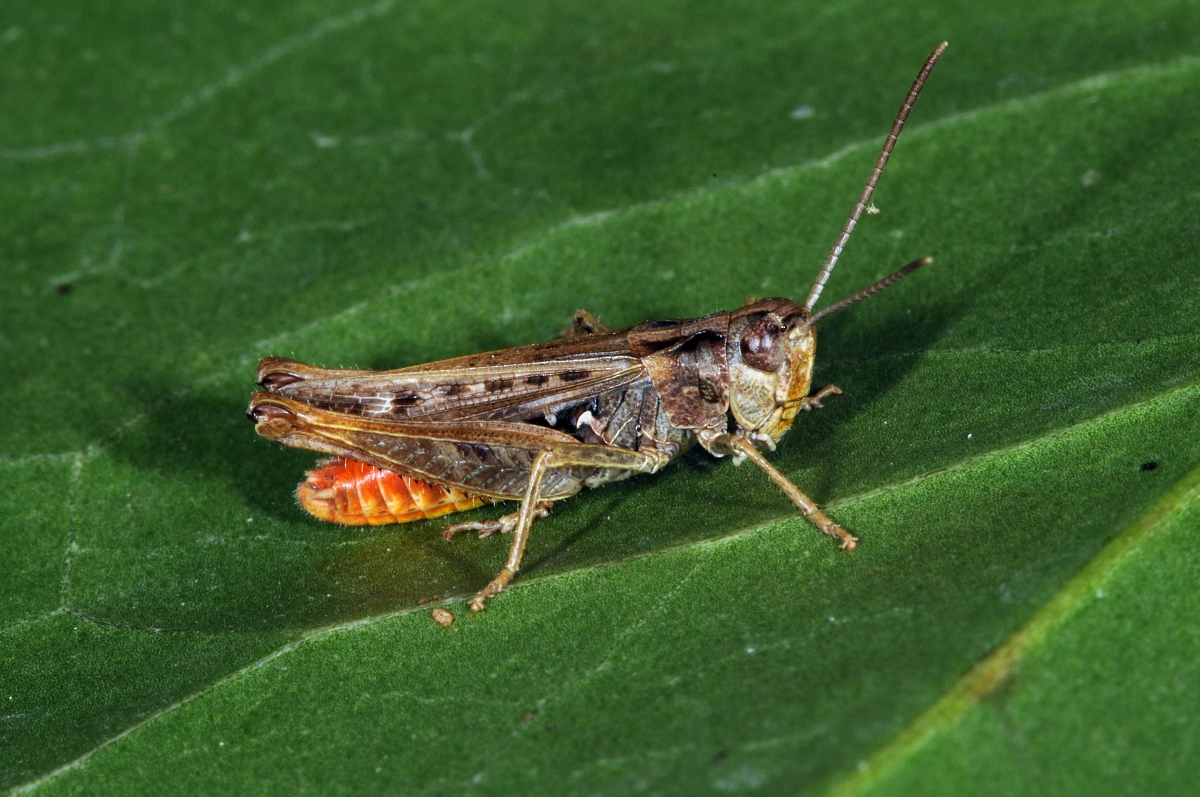
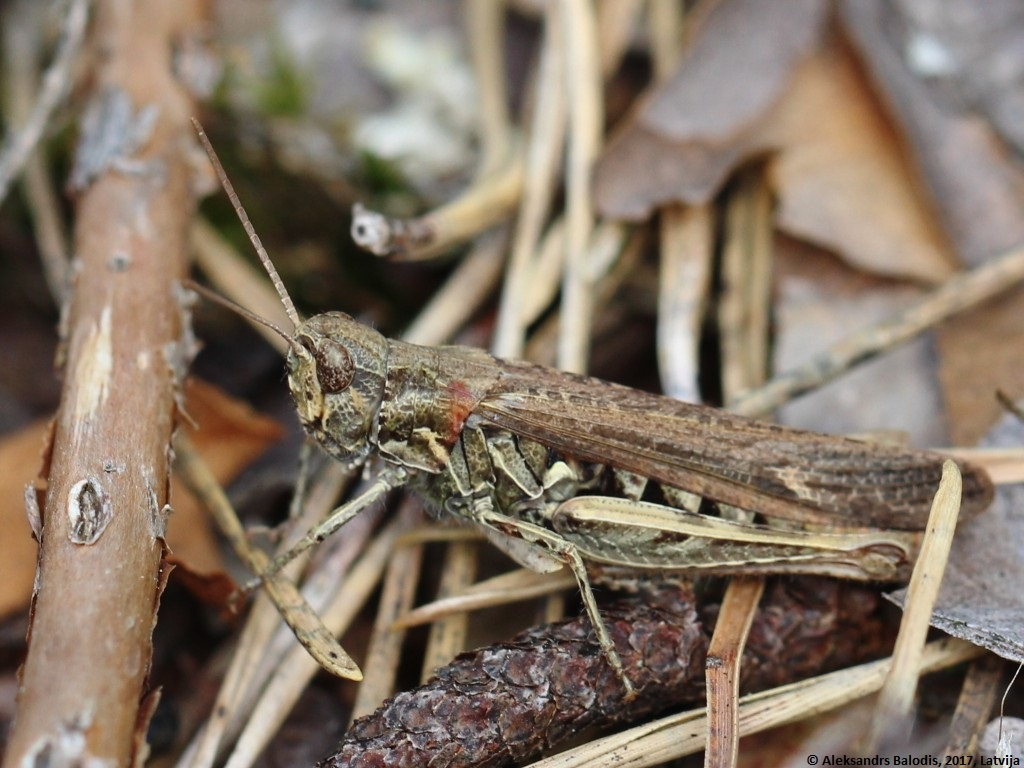
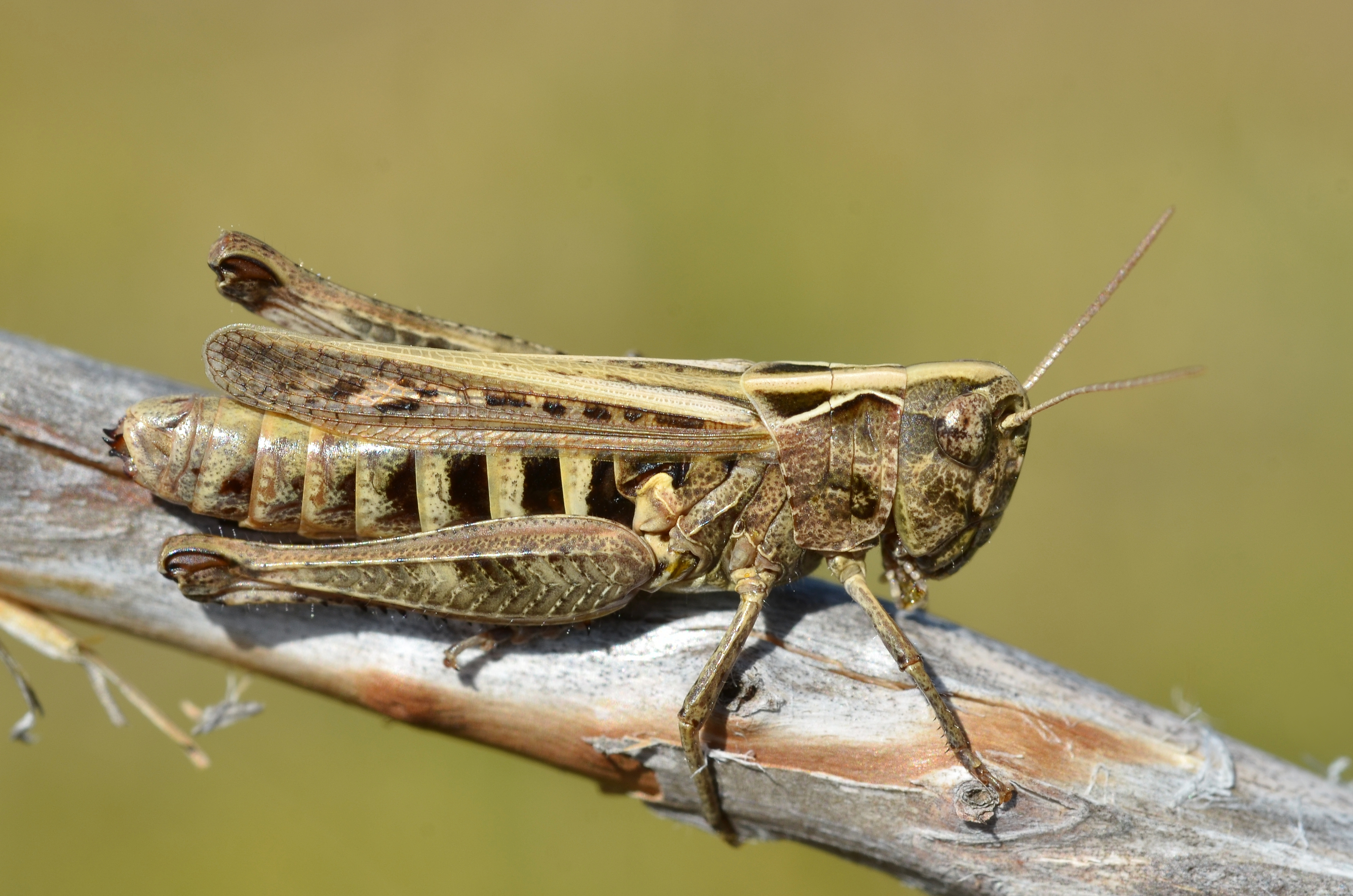
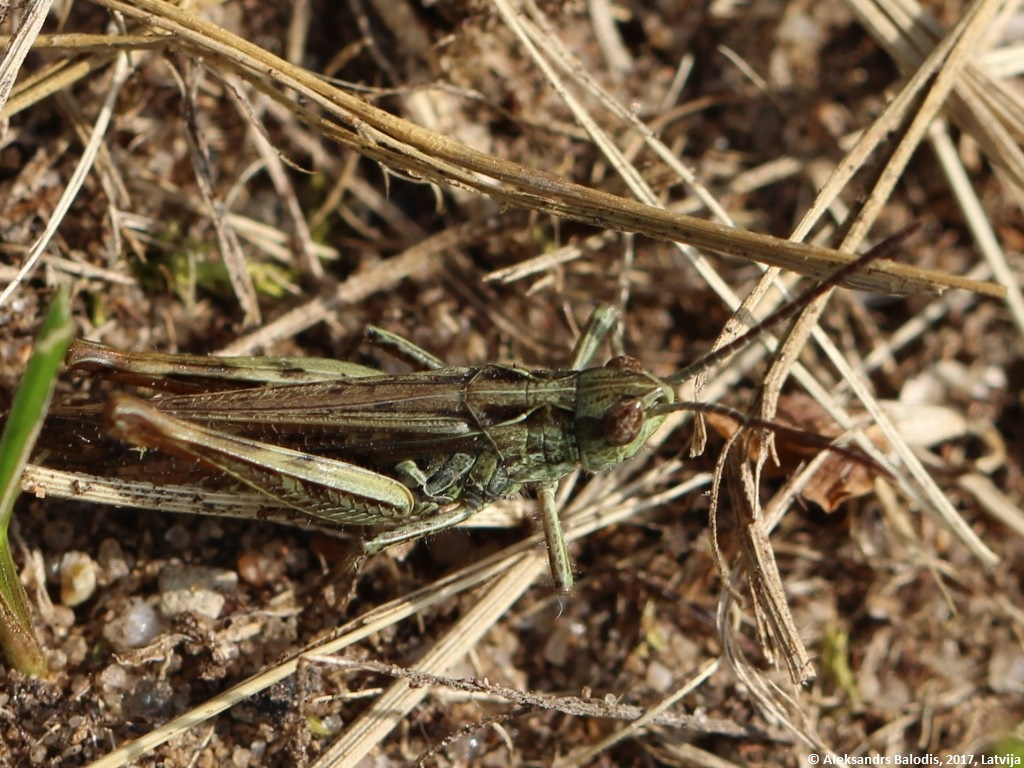

Magyarországon nem védett.